# Frauengesundheitsinitiative
Die US-amerikanische Frauengesundheitsinitiative (englisch Women’s Health Initiative, abgekürzt WHI) wurde im Jahr 1991 von den National Institutes of Health ins Leben gerufen. Ziel der Initiative war die Durchführung medizinischer Forschung in den Kernbereichen gesundheitlicher Probleme älterer Frauen. Hierfür wurde drei klinische Testreihen für Präventivmaßnahmen und eine große Beobachtungsstudie konzipiert und finanziert. Schwerpunkt der Forschung waren Herz-Kreislauferkrankungen, Krebs und Osteoporose. Insgesamt wurden 625 Millionen US-Dollar aufgewendet und 160.000 Frauen als Studienteilnehmerinnen rekrutiert. Die Estrogen plus Progestin Study (E+P) wurde 2002 vorzeitig gestoppt, da die Risiken den Nutzen der postmenopausalen Therapie überschritten, insbesondere zeigte sich ein erhöhtes Risiko für kardiovaskuläre Komplikationen und Brustkrebs.

## Wissenschaftlicher Hintergrund
Seit den 1950er Jahren nutzte die medizinische Forschung – vor allem in den USA – epidemiologische Erhebungen, also große Kohortenstudien, um Zusammenhänge zwischen Lebensstilfaktoren und häufigen Erkrankungen zu entdecken. Wegbereitend waren hier die Sieben-Länder-Studie, die Nurses’ Health Study (NHS) und die Framingham-Herz-Studie. Da diese Studien aber nur Männer (Sieben-Länder-Studie, Framingham-Studie) oder aber nur Frauen einer bestimmten Berufsgruppe (NHS, Krankenschwestern) untersuchten, gab es für Frauen kaum aussagekräftige Daten. Zudem waren ethnische Minderheiten kaum in bisherigen Studien repräsentiert. Die Frauengesundheitsinitiative sollte diese Lücken füllen.
Aus Vorläuferstudien in den 1980er Jahren war hervorgegangen, dass Frauen vor allem durch Herz-Kreislauferkrankungen, Krebs und Osteoporose in ihrer Überlebensprognose und Lebensqualität bedroht waren. Östrogenmangel als Merkmal der Menopause wurde als Risikofaktor, vor allem für Osteoporose erkannt. Kleinere Studien zeigten einen Nutzen der Hormonersatztherapie.

## Durchführung
Ab 1993 wurden für das Projekt Frauen zwischen 50 und 79 Jahren in zunächst 16, später insgesamt 40 Studienzentren in den USA rekrutiert. 20 % der Teilnehmerinnen sollten ethnischen Minderheiten entstammen. Vorrangiges Ziel der Rekrutierung waren die drei Interventionsstudien; alle Interessentinnen, die für diese Studien nicht geeignet waren oder daran nicht teilnehmen wollten, konnten zumindest an der Beobachtungsstudie (Kohortenstudie) teilnehmen.
93.676 Frauen waren Teilnehmerinnen der Kohortenstudie, 48.835 Teilnehmerinnen wurden mit diätetischen Maßnahmen behandelt, 27.347 Frauen erhielten eine Hormonersatztherapie und 36.282 Frauen wurden dahingehend untersucht, ob eine Supplementation mit Calcium und Vitamin D nützlich ist.

## Ergebnisse
Die Kohortenstudie ermittelte zahlreiche Risikofaktoren für Brustkrebs: Hormonersatztherapie, Aktiv- und Passivrauchen, übermäßiger Alkoholkonsum. Kardiovaskuläre Erkrankungen wurden u. a. mit Schlafstörungen, Feinstaub und mangelnder körperlicher Aktivität in Zusammenhang gebracht. Verzehr von Vollkornprodukten war mit einem geringen Risiko für Typ-2-Diabetes vergesellschaftet, Multivitaminpräparate zeigten keinerlei Schutzwirkung vor Krebs, Herzerkrankungen oder frühzeitigem Tod.
Die Interventionsstudien zeigten keinen Nutzen der Hormonersatz-Behandlung auf das kardiovaskuläre Risiko, aber ein gesteigertes Risiko für Brustkrebs durch Östrogen-Progesteron-Präparate. Östrogen-Präparate senkten das Brustkrebsrisiko. Ernährungsumstellung auf eine fettarme, pflanzlich betonte Nahrungszufuhr senkte zwar kardiovaskuläre Risikofaktoren ab, beeinflusste aber nicht das tatsächliche Auftreten von kardiovaskulären Erkrankungen, Brust- oder Darmkrebs. Eine präventive Behandlung mit Calcium und Vitamin D senkte weder das Risiko für Darmkrebs, noch für Frakturen.
Daten der Frauengesundheitsinitiative wurden in mehr als 2000 Publikationen veröffentlicht, sie gehört damit zu den wichtigsten Studien der Medizingeschichte.

## Folgeprojekte
Das Studienprojekt wurde im Verlauf deutlich erweitert, hierzu wurden Teilnehmerinnen aus allen Studienarmen in bislang drei jeweils fünfjährigen Ergänzungsstufen (zuletzt 2015–2020) erneut zu Untersuchungen eingeladen. Zusätzliche Studienprojekte untersuchten Faktoren für Langlebigkeit oder die Wirksamkeit bestimmter Nahrungsergänzungsmittel.

## Kritik
Die epidemiologische Studie unterliegt den üblichen Limitationen von Kohortenstudien; Korrelationen geben nicht zwingend einen Hinweis auf Kausalbeziehungen. Dies zeigt sich in der Diskrepanz zwischen vielen Ergebnissen der Beobachtungsstudie und der Interventionsstudien. Hinzu kommt für die Frauengesundheitsinitiative die relativ geringe Therapietreue und hohe Abbruchrate der Teilnehmerinnen. Das Durchschnittsalter der Frauen lag zudem bei 63 Jahren. Präventivbehandlungen von Wechseljahresbeschwerden würden aber 10 bis 15 Jahre früher eingesetzt werden. Ein weiterer Kritikpunkt besteht darin, dass ein wesentlicher Therapieanreiz der Behandlungen, nämlich die Linderung von Symptomen bei Wechseljahresbeschwerden, nicht erfasst wurde.